# Noah Chivuta
Noah Chivuta (Ndola, Zambia, 25 de diciembre de 1983) es un futbolista de Zambia que juega en la posición de centrocampista con el Nakhon Ratchasima United de la Liga 3 de Tailandia.

## Carrera

### Club
| Periodo   | Club                     |
| --------- | ------------------------ |
| 2001      | Roan United              |
| 2001-2002 | Hellenic FC              |
| 2002-2003 | Pietersburg Pillars      |
| 2003-2004 | Kabwe Warriors FC        |
| 2004-2005 | Maritzburg United        |
| 2005-2006 | City Pillars FC          |
| 2006–2008 | Bidvest Wits             |
| 2008–2009 | Supersport United        |
| 2009–2010 | Maritzburg United        |
| 2010–2013 | Free State Stars FC      |
| 2013–2016 | Nakhon Ratchasima FC     |
| 2017      | Trat FC                  |
| 2017–2018 | Ayutthaya United         |
| 2019      | Ayutthaya FC             |
| 2019–2020 | Lamphun Warriors FC      |
| 2020–2021 | Pluakdaeng United        |
| 2021      | Sakaeo FC                |
| 2024–     | Nakhon Ratchasima United |

### Selección nacional
Jugó para Zambia en 35 ocasiones de 2007 a 2013 y anotó cinco goles; participó en tres ediciones de la Copa Africana de Naciones siendo campeón en la edición de 2012.

## Logros

### Club
- Premier Soccer League (1): 2008/09
- Liga 2 de Tailandia (1): 2014
- Liga 3 de Tailandia (1): 2020/21

### Selección nacional
- Copa Africana de Naciones (1): 2012